# Гавриловский сельский округ (Сасовский район)
Гаври́ловский се́льский о́круг — административно-территориальная единица на территории Сасовского района Рязанской области.
Административный центр — село Гавриловское.

## История
законом Рязанской области от 07.10.2004 № 96-ОЗ на территории двух сельских округов — Гавриловскогой и Любовниковского было образовано одно муниципальное образование — Гавриловское сельское поселение с сохранением административного центра в селе Гавриловское.

## Административное устройство
В состав Гавриловского сельского округа входили 3 населённых пункта:
1. с. Гавриловское — административный центр
2. д. Рогожка
3. с. Фроловское.

Современная территория сельского округа полностью совпадает с территорией сельского поселения.